# Radulphius bidentatus
Radulphius bidentatus là một loài nhện trong họ Miturgidae.
Loài này thuộc chi Radulphius. Radulphius bidentatus được miêu tả năm 1995 bởi Bonaldo & Buckup.